# Viticoltura a San Marino
La viticoltura a San Marino è caratterizzata da una piccola ma redditizia industria vinicola. Essendo una piccola enclave in Italia, la sua industria vinicola è spesso messa in ombra da quella italiana. Il paese produce numerosi vini come il brugneto, il tessano (vini rossi invecchiati in botte), il biancale e il roncale (vini bianchi fermi).

## Storia
La vite viene coltivata sui pendii sammarinesi da quasi 2000 anni. Le più antiche testimonianze conosciute della vinificazione a San Marino risalgono al XIII secolo; tuttavia gli archeologi hanno scoperto resti di oggetti legati alla viticoltura risalenti al I secolo d.C.
Nel 1979 è stata fondata la Cantina di San Marino (conosciuta anche come Consorzio Vini Tipici di San Marino). È l'unica entità produttrice di vino a San Marino.

## Vitigni
I vitigni principali sono il Sangiovese per i vini rossi, il Biancale e la Ribolla gialla per i vini bianchi e il Moscato per i vini bianchi più dolci. A San Marino vengono utilizzati anche Chardonnay, Cabernet Sauvignon e Merlot.

## Produzione
I viticoltori sammarinesi producono circa 6500 ettolitri che equivalgono a un volume di oltre 866.000 bottiglie standard di vino da 750 ml all'anno. Circa l'85% dei vini rossi e dei bianchi prodotti a San Marino sono venduti all'interno del paese.
I vini vengono esportati in Germania, Giappone, Stati Uniti, Svizzera e Inghilterra.